# Hausen (powiat Rhön-Grabfeld)
Hausen – miejscowość i gmina w Niemczech, w kraju związkowym Bawaria, w rejencji Dolna Frankonia, w regionie Main-Rhön, w powiecie Rhön-Grabfeld, wchodzi w skład wspólnoty administracyjnej Fladungen. Leży w Rhön, około 23 km na północny zachód od Bad Neustadt an der Saale.

## Dzielnice
W skład gminy wchodzą dwie dzielnice: Hausen i Roth vor der Rhön.

## Demografia
| Rok  | Liczba mieszk. |
| ---- | -------------- |
| 1970 | 834            |
| 1987 | 735            |
| 2000 | 799            |
| 2005 | 774            |

## Zabytki i atrakcje
- Kościół pw. św. Jerzego (St. Georg)
- góra Rother Kuppe, 711 m n.p.m.

## Oświata
(na 1999)

W gminie znajduje się 25 miejsc przedszkolnych (z 26 dziećmi).